# Hans Lübeck
Hans Lübeck (* 12. Juli 1908 in Bremen; † 16. Januar 1992 in Berlin) war ein deutscher politischer Funktionär (KPD).

## Leben und Tätigkeit
Lübeck war der Sohn eines Angestellten. Er absolvierte eine Lehre zum Buchhändler und arbeitete anschließend in diesem Beruf.
1926 trat Lübeck in die Sozialdemokratische Partei Deutschlands (SPD) ein, wechselte aber 1927 in den Kommunistischen Jugendverband Deutschlands (KJVD), um 1928 in die Kommunistische Partei einzutreten. In der KPD übernahm er fortan Funktionärsaufgaben: Zunächst wurde er Bezirksleiter des KJVD Weser-Ems und 1930 wurde er als Mitglied in das Zentralkomitee des KJVD aufgenommen.
Von 1930 bis 1931 war Lübeck Kursant an der KJI-Schule Moskau. 1931 kehrte er nach Deutschland zurück, wo er bis zum Mai 1931 das KPD-Jugendsekretariat im Bezirk Niederrhein leitete. Danach wurde er KJVD-Instrukteur im Bezirk Halle-Merseburg. 1932 wurde er nach Moskau zurückgerufen und von dort als Instrukteur des Westeuropäischen Büros des KJI in Belgien und Österreich eingesetzt. Im Anschluss an die Entmachtung von Heinz Neumann und Kurt Müller wurde Lübeck im September 1932 Reichspionierleiter im ZK des KJVD.
Nach dem Machtantritt der Nationalsozialisten im Frühjahr 1933 wurde Lübeck im November 1933 in Berlin verhaftet. Am 1. Juni 1934 verurteilte das Landgericht Königsberg ihn zu einer Gefängnisstrafe von zwei Jahren. Nach der Verbüßung derselben arbeitete er als Elektroschweißer auf einer Bremer Werft.
1937 ging Lübeck in die Tschechoslowakei, wo er als Heimleiter im Emigrantenlager Teplitz-Schönau tätig war. Nach der deutschen Besetzung der Tschechoslowakei im März 1939 wurde er verhaftet und in das KZ Sachsenhausen gebracht. Im März 1942 wurde er vom Landgericht Dresden zu acht Jahren und sechs Monaten Zuchthaus verurteilt.
1945 wurde Lübeck Redakteur der Fränkischen Presse in Bayreuth. Danach fungierte er von 1947 bis 1948 als Sekretär der KPD in Bayreuth sowie als Stadtrat ebendort. 1949 wurde er von der KPD-Landesleitung Bayern zum Studium an die Parteihochschule „Karl Marx“ in Kleinmachnow delegiert.
1951 übersiedelte Lübeck in die DDR. Dort wurde er Mitglied der Sozialistischen Einheitspartei Deutschlands (SED) und Redakteur beim Mitteldeutschen Rundfunk in Leipzig. Seit 1958 arbeitete er als Redakteur bei der ADN-Bezirksredaktion in Erfurt und ab 1961 als Redakteur beim ADN in Ost-Berlin. Er erhielt 1978 den Vaterländischen Verdienstorden in Gold.

## Familie
Von 1930 bis 1935 war Lübeck mit Käthe Fürst, die ebenfalls für die KPD politisch aktiv war und später als Käthe Popall bekannt war, verheiratet.